# Vysílač Krásné
Vysílač Krásné se nachází 500 metrů severozápadně od obce Krásné na 614 m vysokém vrcholu Krásný v Železných horách, zabezpečuje vysílání televizních a rozhlasových programů ve východních Čechách. 
Areálu vysílače, dnes v majetku společnosti České Radiokomunikace a. s., dominuje 182 metrů vysoká věž ukotvená šesti masivními lany.

## Historie
Vysílač byl vybudován v letech 1958 – 1960, kdy se stal historicky prvním televizním vysílačem ve východních Čechách. Jednalo se tehdy o jeden z deseti základních televizních vysílačů v Československu, na kterých vysílal tehdejší jediný program ČST. Do provozu byl uveden 1. května roku 1959, ale i po tomto datu nefungoval podle představ a docházelo na něm k úpravám.
Rozhlasové vysílání bylo spuštěno 20. ledna 1960. Na frekvenci 67,22 MHz (VKV I - OIRT) vysílala stanice Československo I (později Hvězda). Druhý okruh Československo II (později Vltava) se přidal na kmitočtu 69,35 MHz. Později začala na dalším okruhu 68 MHz vysílat stanice Praha. V devadesátých letech 20. století se postupně přecházelo rozsahu z VKV I (OIRT) na VKV II (CCIR).
Již od počátků vysílač používal šestý kanál III. televizního pásma, nejprve na něm vysílala ČST1, později F1, po rozdělení Československa ČT2 a 4. dubna 1994 kanál převzala nově vzniklá TV Nova.  Druhý okruh ČST2 (později ČTV) začal vysílat 19. prosince 1975 na kanálu 22, při přerozdělování kanálů v roce 1993 byl kanál přidělen ČT1. Na kanálu 34 vysílal, oproti zbylým programům nízkým výkonem, Ústřední program Sovětské televize (ÚPST), po roce 1989 kanál převzala OK3 a poté ČT3.
Digitální vysílání z vysílače Krásné započalo 31. března 2010 spuštěním multiplexů 1 a 2. Jelikož se využilo kanálů, které nebyly používány analogovým vysíláním (32, 39), mohly vysílat digitální a analogové programy souběžně. Kvůli možnému rušení analogového vysílání v Polsku se nejprve vysílalo se sníženým výkonem na 25 kW. O rok později byl výkon zvýšen na stávajících 100 kW.
14. dubna 2010 proběhla výměna anténních systémů za pomoci vrtulníku Kamov Ka-32 A12.
Do 30. června 2011 vysílaly z tohoto vysílače analogové televizní stanice ČT1, ČT2, Nova a Prima, a to na kanálech 22, 57, 6 a 34, poté došlo k jejich vypnutí. Programy ČT1 a ČT2 s výkonem 603 kW, Nova 100 kW a Prima 19,9 kW.
31. července 2011 bylo spuštěno vysílání multiplexu 3, a to na kanále 34, který převzal po vypnuté analogové TV Prima. Nejprve vysílal s výkonem 10 kW, 15. června 2016 byl zvýšen na 50 kW.
Od srpna 2012 do listopadu 2015 vysílala z multiplexu 3 tohoto vysílače východočeská televize V1.
Vysílání DVB-T2 Přechodové sítě 12 bylo spuštěno 31. července 2017. Tento multiplex vysílá v jednofrekvenční síti (SFN) na kanále 28 společně s vysílači nacházejícími si především na východ od Prahy, ve východních Čechách například s vysílačem Černá hora.
29. března 2018 bylo v 10 hodin spuštěno vysílání DVB-T2 Přechodové sítě 11 České televize.
Vypínání DVB-T multiplexů začalo 27. srpna 2020 vypnutím multiplexu 1. Nahradil ho DVB-T2 multiplex 21 vysílající na kanálu 26, tedy beze změny vysílacích parametrů oproti přechodové síti 11.
17. září 2020 byl spuštěn vysílač digitálního rozhlasu DAB+ s multiplexem ČRo DAB+, ve kterém vysílají programy Českého rozhlasu.
K dokončení přechodu z DVB-T na DVB-T2 došlo v noci z 22. na 23. září 2020, kdy byly vypnuty DVB-T multiplexy 2 a 3 a spuštěno vysílání DVB-T2 multiplexu 23. V souvislosti s tím přešla přechodová síť 12 formálně, avšak bez změny vysílacích parametrů, na multiplex 22.

## Vysílané stanice

### Televize
Přehled televizních multiplexů vysílaných z Krásného:
|        | Multiplex    | Kanál | Kmitočet | Výkon (ERP) | Polarizace   | Spuštěno                  |
| ------ | ------------ | ----- | -------- | ----------- | ------------ | ------------------------- |
| DVB-T2 | Multiplex 21 | 26    | 514 MHz  | 100 kW      | horizontální | březen 2018 / srpen 2020* |
| DVB-T2 | Multiplex 22 | 28    | 530 MHz  | 100 kW      | horizontální | červen 2017 / září 2020*  |
| DVB-T2 | Multiplex 23 | 34    | 578 MHz  | 100 kW      | horizontální | září 2020                 |

*Multiplexy vysílaly až do vypnutí DVB-T multiplexu 1, resp. 2, jako přechodová síť 11, resp. 12, poté přešly formálně na multiplex 21 a 22, avšak beze změny vysílacích parametrů. 

### Rozhlas
Přehled rozhlasových stanic vysílaných z Krásného:
|    | Stanice         | Kmitočet  | Výkon (ERP) | Polarizace   |
| -- | --------------- | --------- | ----------- | ------------ |
| FM | ČRo Radiožurnál | 89,7 MHz  | 100 kW      | horizontální |
| FM | Rádio Blaník    | 93,9 MHz  | 100 kW      | horizontální |
| FM | Frekvence 1     | 97,4 MHz  | 100 kW      | horizontální |
| FM | ČRo Dvojka      | 100,1 MHz | 100 kW      | horizontální |
| FM | ČRo Vltava      | 102,7 MHz | 100 kW      | horizontální |
| FM | ČRo Pardubice   | 104,7 MHz | 6 kW        | vertikální   |
| FM | Rádio Impuls    | 106,0 MHz | 80 kW       | horizontální |

Z Krásného se vysílá i digitální rozhlas DAB+:
|      | Multiplex | Kanál | Kmitočet    | Výkon (ERP) | Polarizace | Spuštěno  |
| ---- | --------- | ----- | ----------- | ----------- | ---------- | --------- |
| DAB+ | ČRo DAB+  | 12C   | 227,360 MHz | 10 kW       | vertikální | září 2020 |

Kromě televizních a rozhlasových vysílačů jsou zde umístěny i základnové stanice (BTS) mobilních operátorů T-Mobile, O2, Vodafone a dříve U:fon (Nordic Telecom).

## Ukončené vysílání

### Analogová televize
Vypnutí analogového vysílání proběhlo 30. června 2011.
| Vypnuto     | Stanice  | Kanál | Kmitočet   | Výkon (ERP) | Polarizace   |
| ----------- | -------- | ----- | ---------- | ----------- | ------------ |
| červen 2011 | ČT1      | 22    | 479,25 MHz | 603 kW      | horizontální |
| červen 2011 | ČT2      | 57    | 759,25 MHz | 603 kW      | horizontální |
| červen 2011 | TV Nova  | 6     | 175,25 MHz | 100 kW      | horizontální |
| červen 2011 | TV Prima | 34    | 575,25 MHz | 19,95 kW    | horizontální |

### Digitální televize DVB-T
Vypínání původních DVB-T multiplexů probíhalo od 27. srpna do 22. září 2020, postupně bylo nahrazeno DVB-T2 multiplexy. Původní dubnové a květnové termíny vypínání DVB-T byly v souvislosti s koronakrizí posunuty.
| Vypnuto    |       | Multiplex   | Kanál | Kmitočet | Výkon (ERP) | Polarizace   | Spuštěno      |
| ---------- | ----- | ----------- | ----- | -------- | ----------- | ------------ | ------------- |
| srpen 2020 | DVB-T | Multiplex 1 | 32    | 562 MHz  | 100 kW      | horizontální | březen 2010   |
| září 2020  | DVB-T | Multiplex 2 | 39    | 618 MHz  | 100 kW      | horizontální | březen 2010   |
| září 2020  | DVB-T | Multiplex 3 | 34    | 578 MHz  | 50 kW       | horizontální | červenec 2011 |

## Nejbližší vysílače
Nejbližší významné vysílače a vzdálenost k nim:
| Růžice kompasu | Žižkov 96,5 km    | Černá hora 92,4 km | HK–Hoděšovice 37,4 km | Růžice kompasu |
| Růžice kompasu | Cukrák 99,9 km    | Sever              | Praděd 110,8 km       | Růžice kompasu |
| Růžice kompasu | Cukrák 99,9 km    | Západ · Východ     | Praděd 110,8 km       | Růžice kompasu |
| Růžice kompasu | Cukrák 99,9 km    | Jih                | Praděd 110,8 km       | Růžice kompasu |
| Růžice kompasu | Mezivrata 80,6 km | Javořice 72,9 km   | Kojál 92,7 km         | Růžice kompasu |